# رونالد برکل
رونالد وین برکل (Ronald Wayne Burkle) (زادهٔ ۱۲ نوامبر ۱۹۵۲)، تاجری آمریکایی و یکی از بنیان‌گذاران و مدیران شرکت یوکایپا است. این شرکت در حوزهٔ سرمایه‌گذاری خصوصی فعال است و به‌طور تخصصی در بخش‌های توزیع، تدارکات، غذا، خرده‌فروشی، کالاهای مصرفی، خدمات، سرگرمی، ورزش و صنایع سبک در ایالات متحده فعالیت می‌کند.
یوکایپا مجری ادغام و مالکیت فروشگاه‌ها و سوپرمارکت‌های زنجیره‌ای ازجمله فرد مایر، رالفز و جورگنسن بوده و پیش‌تر در ۳۵ شرکت، ازجمله فروشگاه‌های زنجیره‌ای A&P و هول فودز مارکت، پیش از واگذاری و تملیک آن‌ها، سهام‌دار بوده‌است.
ارزش دارایی‌های برکل در ۱۲ فوریه ۲۰۱۸، دو میلیارد دلار تخمین زده شد. او در فهرست «ثروتمندترین افراد جهان در سال ۲۰۱۴» مجلهٔ فوربز، در رتبهٔ ۶۳۳ قرار گرفت.
برکل فعال برجستهٔ دموکرات و فردی نیکوکار است.

## اوایل زندگی و تحصیلات
رونالد برکل در ۱۲ نوامبر ۱۹۵۲، در پومونا، ایالت کالیفرنیا چشم به جهان گشود. والدینش بتی و جوزف برکل هستند و یک برادر کوچک‌تر دارد. جوزف تمام روزهای هفته را کار می‌کرد. او مدیر یکی از شعبه‌های فروشکاه زنجیره‌ای برادران استاتر در پومونا بود و پس‌اندازش را در آپارتمان‌سازی سرمایه‌گذاری می‌کرد. برکل برای آن‌که بتواند پدرش را ببیند، در فروشگاه او قفسه‌ها را با نان پُر می‌کرد و چرخ‌دستی‌های خرید را مرتب می‌چید.
برکل در ۱۳ سالگی به اتحادیهٔ محلی کارگران متحد غذا و تجارت پیوست. او در ۱۶ سالگی، از دبیرستان فارغ‌التحصیل شد و برای تحصیل در رشتهٔ دندان‌پزشکی به دانشگاه پلی‌تکنیک ایالتی کالیفرنیا، در پومونا رفت. کمتر از دو سال بعد، از آن دانشگاه انصراف داد.
برکل در ۲۱ سالگی با جانت استیپر، کارمند فروشگاه برادران استاتر و از نوادگان پیشگامان صنعت هوانوردی، برادران رایت، ازدواج کرد. آن‌ها سه فرزند داشتند. برکل در شرکت American Silver و یک شرکت فلزاتی دیگر، ۳۰۰۰ دلار سرمایه‌گذاری کرد و سرمایهٔ خود را به ۳۰۰۰۰ دلار رساند و سپس شروع به سرمایه‌گذاری، خرید و فروش فروشگاه‌های مواد غذایی کرد. او حداقل یک معامله با کمک کارشناس امور مالی، مایکل میلکن، از طریق اوراق قرضهٔ بنجل انجام داده‌است.
برکل در فروشگاه برادران استاتر به سمت مدیریت ارتقا یافت و بعدها معاون رئیس شرکت پترولین، شرکت خانوادهٔ استاتر شد. زمانی که برکل ۲۹ سال داشت، شرکت پترولین تصمیم گرفت فروشگاه برادران استاتر را بفروشد. برکل مخفیانه یک خرید اهرمی را با چارلز مانگر، نایب‌رئیس شرکت برکشایر هاتاوی که پذیرفته بود نیمی از سهام را فراهم کند، ترتیب داد. برکل پیشنهاد خود را به هیئت‌مدیرهٔ پترولین ارائه کرد که البته ۲۰ درصد کمتر از ارزش‌گذاری داخلی پترولین بود. هیئت‌مدیره پیشنهاد برکل را رد و او را اخراج کرد. ارزش سهام برکل در آن زمان حدود ۵ میلیون دلار بود و طی پنج سال بعد، او به سرمایه‌گذاری در سهام و نظارت بر املاک اجاره‌ای خانواده‌اش ادامه داد.

## حرفه
در سال ۱۹۸۶، برکل شرکت‌های یوکایپا را تأسیس کرد که در حوزهٔ سرمایه‌گذاری خصوصی فعال است و در شرکت‌های آمریکایی در زمینهٔ خدمات، ورزش، سرگرمی، تدارکات، غذا، کالاهای مصرفی، صنایع سبک، خرده‌فروشی، تولید و توزیع سرمایه‌گذاری می‌کند.
در جریان شورش‌های لس‌آنجلس در سال ۱۹۹۲، برکل از بستن فروشگاه‌های خود در مرکز شهر امتناع ورزید و این اقدام او مورد تمجید قرار گرفت.
او رئیس هیئت‌مدیره و سهام‌دار عمدهٔ شرکت‌های متعددی بوده‌است، ازجمله شرکت سرگرمی الاینس، شرکت غذایی گلدن‌استیت، فروشگاه‌های زنجیره‌ای دومینیک، فرد مایر، رالفز و فودفورلس. برکل در حال حاضر عضو هیئت‌مدیرهٔ شرکت نفتی اکسیدنتال پترولیوم، شرکت ساختمان‌سازی KB Home و شرکت یاهو است.
برکلِ را اغلب به عنوان تاجری می‌بینند که روابط تنگاتنگی با اتحادیه‌های کارگری داشته و برای حل مشکلات کسب‌وکار با اتحادیه‌ها همکاری می‌کند.

### NHL
برکل مالک بخشی از تیم پنگوئن‌های پیتسبورگ در لیگ ملی هاکی است، هرچند میزان سهامش در این تیم مشخص نیست. در سال ۱۹۹۹، او از طریق شراکت با بازیکن سابق تیم، ماریو لمیو، تیم را از ورشکستگی نجات داد.

### MLS
در ۲۲ ژانویه ۲۰۱۹، برکل به‌عنوان سرمایه‌گذار اصلی باشگاه فوتبال ساکرامنتو ریپابلیک معرفی شد که این باشگاه در آیندهٔ نزدیک حق امتیاز شرکت در لیگ MLS را دارد.

### سرمایه‌گذاری در فناوری
برکل از طریق صندوق سرمایه‌گذاری خطرپذیر که با اشتون کوچر و گای اوسری بنیان نهاده، در شرکت‌های استارت‌آپ سرمایه‌گذاری کرده‌است. از سال ۲۰۲۰، سبد سرمایه‌گذاری این صندوق شامل پلتفرم سیت‌گیگ، پلتفرم ساندکلود، شرکت اوبر، خرده‌فروشی آنلاین واربی پارکر، سرویس موسیقی اسپاتیفای، شرکت فوراسکوئر و شرکت Airbnb است.

### سرمایه‌گذاری در رسانه
در ژانویه ۲۰۱۲، برکل در شرکت رزرو کنسرت Artist Group International که موکل‌های آن بیلی جوئل، متالیکا و راد استوارت هستند، سرمایه‌گذاری کرد. در مارس ۲۰۱۳، برکل در شرکت معروف Three Lions Entertainment که بر رویدادهای سرگرمی و بازاریابی چندبستری متمرکز است، دست به سرمایه‌گذاری زد. در سال ۲۰۱۴، او شرکت Artist Group International را خرید و از طریق آژانس پردایم تلنت، با آژانس‌هایLondon's CODA Music و X-ray Touring ادغام شد. در همان سال، برکل از طریق صندوق یوکایپا، سهام اندکی را در آژانس ایندیپندنت تلنت تصاحب کرد.
در سال ۲۰۱۸، شرکت سرمایه‌گذاری یوکایپا، سهام اندکی را در جشنوارهٔ موسیقی اسپانیایی Primavera Sound به دست آورد.
در سال ۲۰۲۰، برکل سرمایه‌گذاری کلانی در شرکت دنی ویمر پرزنتس که در زمینهٔ تولیدات جشنوارهٔ موسیقی فعال است، انجام داد.

## فعالیت‌های سیاسی
برکل میلیون‌ها دلار به حزب دموکرات کمک کرده‌است. او در املاک خود در بورلی هیلز، کالیفرنیا، میزبان مراسم جمع‌آوری کمک‌های مالی به نامزدهای حزب دموکرات بوده و حدود ۱۰۰ میلیون دلار جمع‌آوری نموده‌است. برکل میزبان جمع‌آوری کمک‌های مالی برای بیل و هیلاری کلینتون، جان کری، کوری بوکر، تری مک‌آلیف، آرنولد شوارتزنگر، فرماندار سابق جمهوری‌خواه کالیفرنیا و خیلی‌های دیگر بوده‌است.
در ژانویه ۲۰۱۱، او میزبان جمع‌آوری کمک مالی برای حمایت از لغو رأی‌گیری برای ممنوعیت ازدواج همجنس‌گرایان در کالیفرنیا بود.
در سال ۲۰۰۴، برکل به راه‌اندازی شبکهٔ تلویزیونی ال گور کمک کرد که البته در ژانویه ۲۰۱۳ به کانال خبری الجزیره مستقر در قطر فروخته شد.
در دوران ریاست‌جمهوری بیل کلینتون، برکل در زمینهٔ جمع‌آوری کمک‌های مالی فعال بود و آن‌ها دوستانی صمیمی شدند. برکل در سال ۲۰۰۲، کلینتون را به‌عنوان مشاور ارشد در دو صندوق سرمایه‌گذاری داخلی یوکایپا استخدام کرد. کلینتون در صندوق جهانی یوکایپا که متمرکز بر شرکت‌های خارجی بود، سرمایه‌گذاری کرد. در مصاحبه‌ای با وال استریت ژورنال، هیلاری کلینتون، سناتور آمریکا در آن زمان، ابراز نگرانی کرد که چنین سرمایه‌گذاری‌هایی ممکن است از سوی دولت‌های خارجی به‌عنوان «آلت دست سیاست خارجه» به کار برود.
در سال ۲۰۰۹، بیل کلینتون به‌دلیل تضاد منافع به ارتباط خود با یوکایپا پایان داد. پس از «ماه‌ها» مذاکرات، آن دو نفر در مورد پرداخت مبلغ نهایی بابت خدمات مشاورهٔ کلینتون که حدود ۲۰ میلیون دلار تخمین زده می‌شد، به توافق نرسیدند و کلینتون از مبلغ پرداختی صرف‌نظر کرد.

## جوایز و قدردانی
افتخارات و جوایز برکل عبارت از: جایزهٔ «رفتار نیک» جیمی استوارت عضو پیشاهنگ لس‌آنجلس، ایالت کالیفرنیا، جایزهٔ پروژهٔ ایدز لس‌آنجلس و تعهد به زندگی، و جایزهٔ ویتنی یانگ مربوط به حقوق مدنی لس‌آنجلس. برکل افتخارات و جوایز متعددی را از حزب کارگر دریافت کرده‌است، ازجمله جایزهٔ خدمات اجتماعی Murray Green Meany Kirkland از فدراسیون کارگران آمریکا و جایزهٔ مرد سال از فدراسیون کارگران لس‌آنجلس.

## بشردوستی
در سال ۱۹۹۷، برکل ۱۵ میلیون دلار برای ساخت تالار کنسرت والت دیزنی اهدا کرد.

### بنیاد رونالد وین برکل
برکل بنیان‌گذار و رئیس بنیاد رونالد وین برکل است. رسالت بنیاد «تأثیرگذاری مثبت بر مردم سراسر جهان و جوامع آن‌ها» است که این هدف را با حمایت از برنامه‌هایی محقق می‌کند که باعث «تقویت روابط بین‌الملل، حمایت از حقوق کارگر، توانمندسازی جوامع محروم، پرورش هنر و معماری، ترغیب کودکان به آموزش و پژوهش‌های علمی» می‌شود.

## زندگی شخصی
برکل طرفدار معماری سبک تاریخی است. در سال ۲۰۱۱، او خانهٔ نیمه‌بازسازی‌شدهٔ انیس هاوس، مکانی تاریخی در لس‌آنجلس با طراحی فرانک لوید رایت، را خرید. در سال ۲۰۱۹، برکل خانه را به مبلغ ۱۸ میلیون دلار فروخت. برکل مالک عمارت گرین‌آکرز است که متعلق به هارولد لوید بوده‌است. برکل صاحب دو ملک از کمدین آمریکایی-انگلیسی باب هوپ است. در سال ۲۰۱۶، او خانهٔ باب هوپ در پالم اسپرینگز، با طراحی جان لاتنر، را به مبلغ ۱۳ میلیون دلار خرید. سپس در سال ۲۰۱۷، خانهٔ باب هوپ در تولوکا لیک در کالیفرنیا را به مبلغ ۱۵ میلیون دلار خرید. ریچارد فینکلهور در دههٔ ۱۹۳۰ این خانه را طراحی و در دههٔ ۱۹۵۰ جان الگین وولف آن را کامل کرد.
در دسامبر ۲۰۱۳، برکل مدال طلای جسی اونز در بازی‌های المپیک ۱۹۳۶ برلین را به قیمت ۱٫۴ میلیون دلار خرید. او همچنین مالک جایزهٔ نوبل ادبیات ویلیام فاکنر است.
برکل صاحب عمارتی به سبک مدیترانه‌ای و مشرف به ساحل بلک است. این عمارت در زمینی به مساحت شش آکر در منطقهٔ لا جولا در سن‌دیگو، کالیفرنیا قرار دارد. او این بنا را در ۵ فوریه ۱۹۹۹ به مبلغ ۱۵٫۳ میلیون دلار خرید که ارزیابی مالیاتی آن در حال حاضر ۳۴ میلیون دلار است.
برکل با نواک جوکوویچ، تنیسور برجستهٔ جهان، در زمینهٔ بازاریابی استراتژیک و اقدامات خیرخواهانه همکاری کرده‌است.
در دسامبر ۲۰۱۸، دولت صربستان در مونتانا کنسولگری دایر کرد و برکل به‌عنوان کنسول افتخاری صربستان در ایالات متحده معرفی شد. به همین دلیل، او برای شهروندی صربستان درخواست داد و به‌طور رسمی در ۲۵ نوامبر ۲۰۱۹ به تابعیت صربستان درآمد. طبق فهرست مجلهٔ فوربز، برکل پس از فیلیپ زپتر و میروسلاو میشکوویچ، سومین میلیاردر صربستانی است.
در ۶ ژانویه ۲۰۲۰، جسد پسرش، اندرو، در خانه‌اش در بورلی هیلز پیدا شد.
در دسامبر ۲۰۲۰، برکل که دوست خانوادگی مایکل جکسون بود، ملک سابق جکسون به نام مزرعهٔ نورلند را به قیمت ۲۲ میلیون دلار به‌دلیل «فرصت سرمایه‌گذاری» خرید.